# Charles Lucien Bonaparte
Charles Lucien (Carlo) Jules Laurent Bonaparte (n. 24 mai 1803, Paris, Prima Republică Franceză – d. 29 iulie 1857, Paris, Franța) a fost naturalist și ornitolog  francez.

## Biografie
Bonaparte a fost fiul lui Lucien Bonaparte și a Alexandrine de Bleschamp, și nepot de frate al împăratului Napoleon. A crescut în Italia.
La 29 iunie 1822, la Bruxelles, Charles Lucien s-a căsătorit cu verișora sa primară, Zénaïde Laetitia Julie, fiica cea mare a unchiului său Joseph Bonaparte. Curând după nuntă, cuplul a plecat în Philadelphia să locuiască la tatăl Zénaïdei. Înainte să părăsească Italia, Carlo deja descoperise o nouă pitulice, acrocephalus melanopogon și în călătorie a colectat specimene de oceanites oceanicus. La sosirea în Statele Unite el a prezentat o lucrare despre acestă pasăre nouă care mai târziu a fost numită după Alexander Wilson.
La sfârșitul anului 1826, Bonaparte împreună cu familia sa s-a întors în Europa. A vizitat Germania, unde l-a întâlnit pe Philipp Jakob Cretzschmar, și Anglia unde l-a întâlnit pe John Edward Gray la "British Museum". În 1828 familia s-a stabilit la Roma. În Italia, el a fost inițiatorul mai multor congrese științifice, a ținut prelegeri și a scris pe larg despre ornitologia americană și europenă și despre alte ramuri ale istoriei naturale.
Între 1832 și 1841, Bonaparte și-a publicat lucrărarea sa despre animalele din Italia, Iconografia della Fauna Italica. De asemenea, a publicat Specchio Comparativo delle Ornithologie di Roma e di Filadelfia (Pisa, 1827), unde a prezentat o camparație între păsările de latitudine din Philadelphia și speciile italiene.
A participat în apărarea Romei împotriva celor 40.000 de trupe franceze trimise de către vărul său, Louis Napoleon. A părăsit Roma după ce armata republicană a fost înfrântă în iulie 1849. A ajuns la Marsilia, dar a fost obligat de către Louis Napoleon să părăsească țara. Anul următor el și-a reafirmat convingerile sale politice în denumirea păsării cicinnurus Respublica, în onoarea ideii de republică.
În 1850 i s-a permis să se întoarcă în Franța; a locuit la Paris pentru restul vieții sale. În 1854 a devenit director al Jardin des Plantes. În 1855 a fost numit membru străin al Academiei Regale suedeză de științe. A publicat primul său volum din Conspectus Generum Avium înainte să moară; al doilea volum a fost editat de Hermann Schlegel.

### Familie

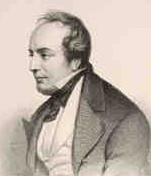
Charles Lucien Bonaparte

Charles și Zénaïde au avut 12 copii:
- Joseph Lucien Charles Napoleon Bonaparte (13 februarie 1824 - 2 septembrie 1865), al 3-lea Prinț de Canino și Musignano
- Alexandrine Gertrude Zénaïde Bonaparte (9 iunie 1826 - mai 1828)
- Lucien Louis Joseph Napoleon Bonaparte (15 noiembrie 1828 - 19 noiembrie 1895), al 4-lea Prinț de Canino și Musignano
- Julie Charlotte Bonaparte (6 iunie 1830 - 28 octombrie 1900)
- Charlotte Honorine Joséphine Pauline Bonaparte (4 martie 1832 - 1 octombrie 1901)
- Léonie Stéphanie Elise Bonaparte (18 septembrie 1833 - 14 septembrie 1839)
- Marie Désirée Eugénie Joséphine Philomène Bonaparte (18 martie 1835 - 28 august 1890)
- Augusta Amélie Maximilienne Jacqueline Bonaparte (9 noiembrie 1836 - 29 martie 1900)
- Napoléon Charles Grégoire Jacques Philippe Bonaparte (5 februarie 1839 - 11 februarie 1899), al 5-lea Prinț de Canino și Musignano
- Bathilde Aloïse Léonie Bonaparte (26 noiembrie 1840 - 9 iunie 1861)
- Albertine Marie Thérèse Bonaparte (12 martie 1842 - 3 iunie 1842)
- Albert Bonaparte (22 martie 1843 - 6 decembrie)